# Phakoemulsifikation
Unter Phakoemulsifikation (von griechisch φακός phakós „(Augen-)Linse“ und lateinisch emulgere abmelken) versteht man das Zerkleinern des Linsenkerns mittels einer mit Ultraschall angeregten Kanüle und das Absaugen der Trümmer mittels einer Saugspülvorrichtung. Die Phakoemulsifikation ist die derzeit gängige Technik der chirurgischen Behandlung des grauen Stars (Katarakt; Trübung der Augenlinse). Mit geschätzten 600.000 bis 800.000 Operationen im Jahr 2008 in Deutschland gilt sie als eine der am häufigsten durchgeführten Operationen. Ein weiterer Anstieg der Fallzahlen wird aufgrund der Altersstruktur erwartet.
Bei der extrakapsulären Kataraktextraktion, wie sie in grundlegender Weise ab 1745 von Jacques Daviel entwickelt und in Berlin erstmals 1755 durch den Militärchirurgen Jacques Taverne durchgeführt worden war, bleibt die hintere Linsenkapsel stehen und es wird nur ein zentrales Loch in die vordere Kapsel geritzt; im Gegensatz dazu wird bei der z. B. in Entwicklungsländern weit verbreiteten intrakapsulären Kataraktextraktion die Linse mit der Kapsel zusammen entfernt. Dieses Verfahren ist schneller, kostengünstiger und technisch einfacher, hat aber mehr ernste Komplikationen.
Nach Entfernung der Linse muss ihre Brechkraft entweder durch das Einsetzen einer Intraokularlinse oder mittels einer sehr starken Brille ausgeglichen werden. Meist wird heute eine Hinterkammerlinse eingesetzt; oft ist postoperativ – wenn beide Augen operiert wurden – keine Brille mehr nötig. Allerdings gibt es danach eine Brillenfreiheit nur entweder für die Ferne oder für die Nähe, denn die Akkommodationsfähigkeit (Einstellung auf Fern bis Nah) der operierten Augen ist nicht mehr vorhanden. Mit modernen Mehrstärkenlinsen kann eine Brillenfreiheit für die Ferne und gleichzeitig für die Nähe erreicht werden. Sollte eine Brillenanpassung nötig sein, so erfolgt diese etwa drei bis vier Wochen postoperativ. Bei der extrakapsulären Kataraktextraktion kann sich durch Proliferation von verbliebenen Linsenepithelzellen eine dichte Membran hinter der Kunstlinse auf der verbliebenen Linsenkapsel bilden („Nachstar“), welche mittels Laserbehandlung wieder entfernt werden kann (YAG-Laser-Kapsulotomie).